# 陳鴻渭
陳鴻渭（英語：Moses Hung-Wai Chan，1946年11月23日—），美籍华人物理学家，生于中华民国陕西省西安市。是美國賓夕法尼亞州立大學教授、美國賓州州立大學首任納米中心主任，Physical Review Letters副主編，美國國家科學院院士。主要研究量子流体和量子固体的低温相变，以及一维极限纳米线超导。2004年，陈鸿渭在实验中发现了超固体存在的证据，为世界首次。

## 生平
1946年出生于西安，幼年移居香港，在元朗区读完了小学、中学。1967年，陈鸿渭在美国弗吉尼亚州布里奇沃特學院获得学士学位。1969年至1970年，他曾在香港大学任教。1974年，他在康奈尔大学获得博士学位。1973年至1976年，他在杜克大学做博士后研究。1976年至1979年，陈鸿渭在托雷多大學任教。1979年，他加盟賓夕法尼亞州立大學。

## 荣誉
1986年获古根海姆奖，1996年获弗里茨·伦敦纪念奖。他1987年入选美国物理学会会士，2000年成为美國國家科學院院士，2004年入选美国文理科学院院士，2007年成为美國科學促進會会士。